# Holger Hentschel
Holger Hentschel (* 1985 in Leipzig) ist ein deutscher Politiker (AfD). Er ist seit 2019 Mitglied des Sächsischen Landtages.

## Leben und beruflicher Werdegang
Hentschel absolvierte von 2002 bis 2005 eine Ausbildung zum Bankkaufmann. Von 2006 bis 2014 diente Hentschel als Zeitsoldat in der Luftwaffe der Bundeswehr. Im Anschluss studierte Hentschel bis 2017 Wirtschaftswissenschaften an der Universität Leipzig und schloss dieses Studium mit dem Bachelor of Science ab. Von 2017 bis 2019 arbeitete er als Büroleiter von Christoph Neumann. 
Hentschel lebt in Leipzig und ist Vater von drei Kindern. 

## Politik
Er ist seit 2014 für die AfD Mitglied im Stadtrat von Leipzig.
Bei der Landtagswahl in Sachsen 2019 wurde er über die Landesliste der AfD Sachsen in den Sächsischen Landtag gewählt. Bei der Landtagswahl 2024 zog er erneut über die Landesliste in den Landtag ein. Im Landtag ist Hentschel Vorsitzender im Haushalts- und Finanzausschuss sowie Mitglied im Ausschuss für Regionalentwicklung.